# Kuroshiodaphne supracancellata
Kuroshiodaphne supracancellata é uma espécie de gastrópode do gênero Maoridaphne, pertencente a família Raphitomidae.